# 페인티드 베일
《페인티드 베일》(영어: The Painted Veil)은 미국, 캐나다, 벨기에, 중국에서 제작된 존 커런 감독의 2006년 드라마 영화이다. 주연 나오미 와츠와 에드워드 노턴이 제작에도 참여하였다.
이 영화는 그레타 가르보와 허버트 마셜이 출연한 1934년 동명 영화와 빌 트래버스와 엘리너 파커가 출연한 1957년 영화에 이어 윌리엄 서머싯 몸의 소설 "인생의 베일"(1925)을 각색한 세 번째 영화이다. 첫 두 편은 모두 메트로골드윈메이어에서 제작했으며, 현재 워너 브라더스의 자매 회사인 터너 엔터테인먼트가 판권을 소유하고 있다.

## 줄거리
1920년대 초 런던의 사교계 여성 키티는 자신에게 반한 진지한 미생물학자 월터와 결혼한다. 키티는 어머니로부터 벗어나고 싶어 결혼을 택했지만 둘은 맞지 않는 성격이다.
월터의 연구소 근무지인 상하이로 함께 떠난 키티는 그곳에서 유부남인 영국 부영사 찰스와 불륜 관계를 맺는다. 월터는 키티의 불륜 사실을 알고 그녀가 중국 오지 마을에서 콜레라 환자를 치료하는 일에 동행하지 않는다면 이혼을 요구하겠다고 위협한다. 키티가 조용한 이혼을 원하자 월터는 찰스가 이혼을 하고 키티와 재혼을 하겠다고 한다면 그렇게 해주겠다고 말한다. 그러나 찰스는 현 아내와의 결혼 생활을 깨기를 거부하고, 키티는 결국 월터를 따라 중국 내륙 산지로 향한다.
키티는 군벌 시대의 열악한 환경에서 월터와 함께 생활하며 고립감을 느끼지만 고아원에서 봉사하는 동안 아이들을 사랑하는 월터의 새로운 모습을 발견한다. 월터 역시 키티가 이기적이고 얄팍하기만 한 사람은 아니라는 걸 깨달으면서 둘의 관계는 점차 회복된다. 키티는 임신 사실을 알게 되고, 아이의 아버지가 누구인지 불확실함에도 월터는 이를 개의치 않고 그녀를 사랑한다. 콜레라가 유행하면서 월터는 감염되어 죽고, 키티는 슬픔에 잠긴 채 중국을 떠난다.
5년 후 런던에서 아들 월터와 함께 행복하게 살아가는 키티는 월터와 길을 걷던 중 우연히 찰스와 마주치지만 따로 보자는 찰스의 제안을 거절한다. 월터가 찰스가 누구냐고 묻자 키티는 "중요한 사람은 아니란다"라고 답한다.

## 출연진
- 에드워드 노턴 - 월터 페인 역
- 나오미 와츠 - 키티 가스틴 페인 역
- 토비 존스 - 워딩턴 역
- 다이애나 리그 - 원장 수녀 역
- 황추성 - 위 대령 역
- 리에브 슈라이버 - 찰리 타운젠드 역
- 줄리엣 하울런드 - 도러시 타운젠드 역
- 앨런 데이비드 - 가스틴 씨 역
- 매기 스티드 - 가스틴 부인 역
- 루시 볼러 - 도리스 가스틴 역
- 마리로르 데스쿠로 - 생조제프 수녀 역
- 조 텔퍼드 - 리오나 역
- 뤼옌 - 완시 역
- 샤위 - 우리언 역
- 펑리 - 쑹칭 역
- 로렌 로랑스 - 마리즈 수녀 역
- 캐서린 안 - 안주인 역
- 빈 리 - 터밍 역
- 샐리 호킨스 - 메리 역 (삭제 장면)

## 기타 제작진
- 라인 제작: 앤토니아 바너드
- 배역: 엘런 루이스